# Stranded (canción)
"Stranded" es una canción del músico norirlandés Van Morrison publicada en el álbum de 2005 Magic Time.
Allmusic.com publicó en su reseña de Magic Time: ""Stranded" tiene un ritmo brillante de doo wop, y un piano elegante y eterno que cae desde el éter al tiempo que un saxofón alto nocturno (Morrison) anuncia una impasible voz sin prisa que se mueve junto a un coro. Uno puede escuchar huellas de los temas "Twilight Time" de The Platters y "Earth Angel" de The Penguins".
En la letra de la canción, el músico lamenta su confusión y aislamiento de un mundo moderno con el que se siente desconectado, con versos como:
| "I’m stranded at the edge of the world, it’s a world I don’t know" | "Estoy varado en el borde del mundo, es un mundo que no reconozco" |

El cronista de BC Music Aaman Lamba escribió sobre la canción:

""Stranged" es una pieza típica de Morrison que trata sobre el abandono en las orillas del nuevo mundo, un mundo cambiado. Una pieza reflexiva, que incluye una sección de saxofón que merece la pena".

Tras su publicación, Morrison ha interpretado "Stranded" de forma frecuente en sus conciertos.
"Stranded" fue también publicada en los álbumes recopilatorios de 2007 The Best of Van Morrison Volume 3 y Still on Top - The Greatest Hits.

## Personal
- Van Morrison: saxofón alto y voz
- Brian Connor: piano
- Foggy Lyttle: guitarra
- David Hayes: bajo
- Liam Bradley: batería y coros
- Jerome Rimson: coros